# Oczkowice
Oczkowice [pronunciación en polaco: /ɔt͡ʂkɔˈvit͡sɛ/] es un pueblo ubicado en el distrito administrativo de Gmina Miejska Górka, dentro del Distrito de Rawicz, Voivodato de Gran Polonia, en el oeste de Polonia central. Se encuentra aproximadamente a 7 kilómetros al noreste de Miejska Górka, a 16 kilómetros al noreste de Rawicz, y a 81 kilómetros al sur del regional capital Poznań.